# Plac Czysty we Wrocławiu

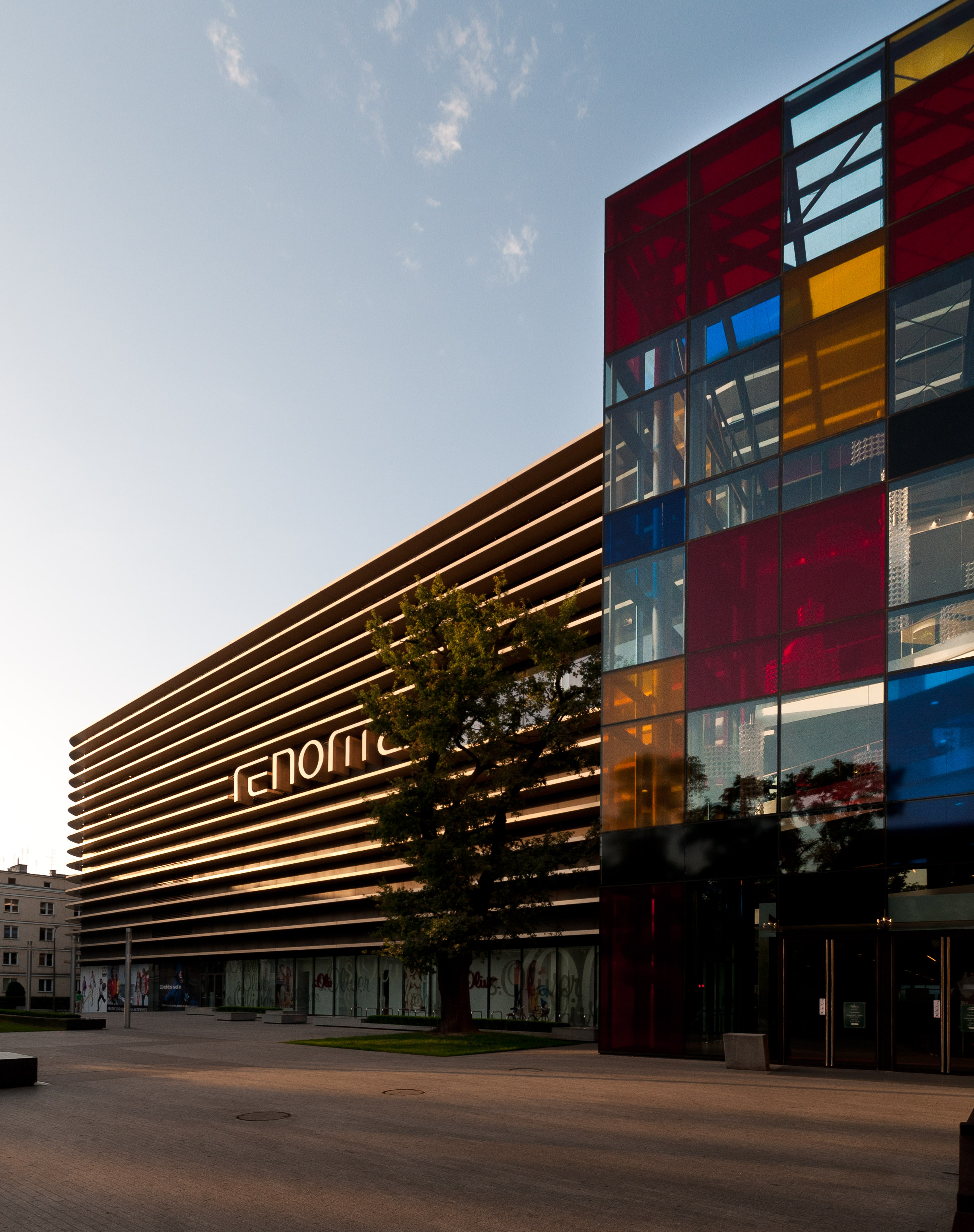
Plac Czysty i nowe skrzydło domu towarowego.

Plac Czysty we Wrocławiu (j. niem. Salvator Platz, Franz-Seldte-Platz) – plac położony we Wrocławiu na Przedmieściu Świdnickim, w obrębie dzielnicy Stare Miasto, na południe od fosy miejskiej. Przy placu znajduje się skrzyżowanie ulic: Czystej i Podwale. Plac wytyczono około 1845 roku, a jego niemieckojęzyczna nazwa nawiązywała do istniejącego tu niegdyś ewangelickiego Kościoła Imienia Zbawiciela i cmentarza parafialnego.

## Historia
W rejonie dzisiejszego placu rozpościerały się podmokłe tereny użytkowane jako pastwiska. Zagospodarowywanie tych terenów leżących ówcześnie poza murami miasta rozpoczęto na początku XIV wieku kiedy to podjęto prace melioracyjne oraz parcelację gruntów. W roku 1541 założono na Wygonie Świdnickim w miejscu dzisiejszego placu cmentarz Parafii św. Marii Magdaleny, a w 1561 r. wybudowano pierwszy ewangelicki Kościół Imienia Zbawiciela, który przetrwał do 1854 r., kiedy do uległ zniszczeniu podczas pożaru. Przy kościele znajdował się cmentarz parafialny. Architekt Julius von Roux opracował dwa projekty nowego kościoła ale odbudowy zniszczonej świątyni w tym miejscu nie podjęto. Po roku 1807 rozebrano budowle fortyfikacyjne ówczesnej Twierdzy Wrocław, a grunty rozparcelowano. Około roku 1854 wytyczono nowy plac. Wokół niego powstało 8 działek następnie zabudowanych okazałymi kamienicami. Część z nich posiadała ogrody położone na tyłach posesji. W miejscu kościoła powstało założenie ogrodowe. W 1930 r. uległa likwidacji zachodnia pierzeja placu, a w miejscu tym zbudowano skrzydło nowego Domu Towarowego "Wertheim". Podczas działań wojennych w 1945 r., kiedy to miasto znalazło się okrążeniu, zabudowa placu uległa zniszczeniu. W okresie powojennym plac pozostał zieleńcem, a w miejscu zniszczonej zabudowy z czasem powstał parking na terenie przy domu towarowym PDT. Po roku 2000 przeprowadzono rozbudowę Domu Towarowego "Centrum Renoma" zajmując parcelę przy placu na nowe skrzydło budynku, w którym zlokalizowano między innymi parking wielokondygnacyjny.

## Współczesność
Współcześnie plac Czysty obejmuje niewielki teren zajęty na deptak i zieleniec przy Domie Towarowym "Centrum Renoma", który zajmuje południową i zachodnią pierzeję placu. Na północ od placu przebiega ulica Podwale, a za nią położona jest fosa miejska. Natomiast na wschód od placu przebiega ulica Czysta, za nią zabudowa mieszkaniowa (budynki mieszkalne przy ulicy Podwale 45-56 we Wrocławiu) i Galeria Handlowa "Na Czystej" .

## Nazwa
Niemieckojęzyczna nazwa placu Salvatorplatz, zostawała zaczerpnięta od istniejącego tu od 1561 do 1845 roku Kościoła Imienia Zbawiciela. Współczesna nazwa oficjalnie obowiązuje od 26.04.1950 r.. W okresie od 14.04.1933 r. do 6.08.1933 r. plac nosił nazwę Franz-Seldte-Platz.